# Семёнова (Курганская область)
Семёнова — деревня в Далматовском районе Курганской области. Входит в состав Новосельского сельсовета.

## История
До 1917 года входила в состав Тамакульской волости Камышловского уезда Пермской губернии. По данным на 1926 год состояла из 89 хозяйств. В административном отношении входила в состав Новосельского сельсовета Четкаринского района Шадринского округа Уральской области.

## Население
| 1989 | 2002 | 2010 |
| ---- | ---- | ---- |
| 63   | ↘42  | ↘25  |

По данным переписи 1926 года в деревне проживало 464 человека (208 мужчин и 256 женщин), в том числе: русские составляли 100 % населения.